# Douglasgran

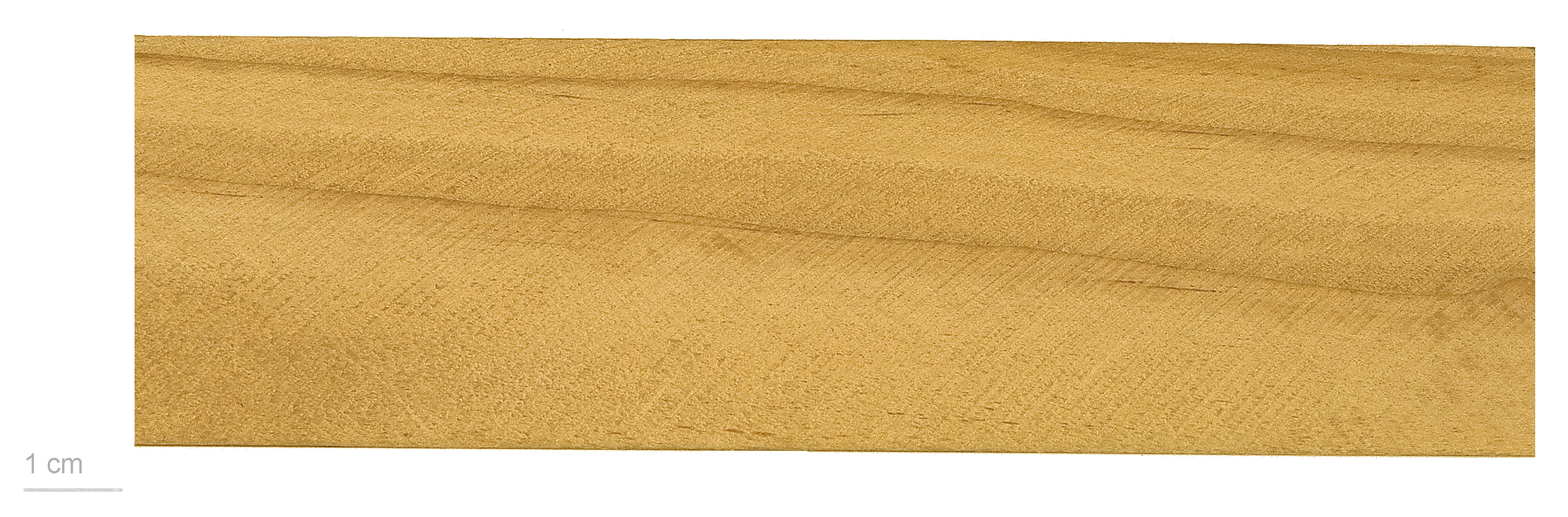
Pseudotsuga menziesii

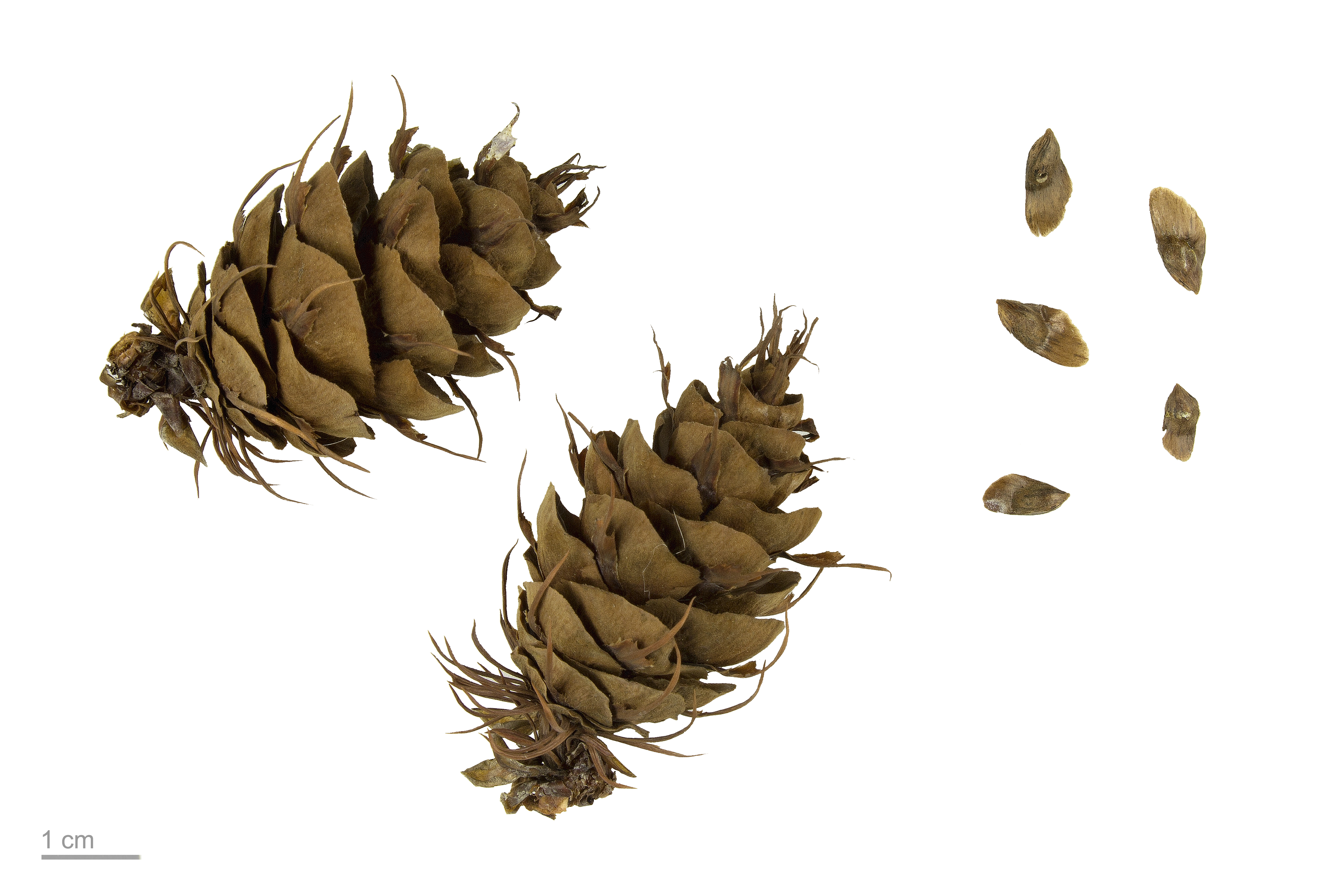
Pseudotsuga menziesii

Douglasgran eller douglastall (Pseudotsuga menziesii) är en art inom släktet douglasgranssläktet (Pseudotsuga).
Arten har sin hemvist i Nordamerika och är indelad i två varieteter. P. menziesii var. menziesii återfinns främst på kontinentens västkust, från British Columbia till Kalifornien. P. menziesii var. glauca lever i bergiga områden på kontinentens inland, främst i Klippiga bergen. 
Arten finns införd i norra Europa, såsom Norge och Sverige, där den odlas dels som prydnadsträd och dels för virkesproduktion. Virket saluförs under bland annat handelsnamnet Oregon pine. 
Douglasgranen är världens näst mest högvuxna barrträd, efter redwood och kan i Nordamerika bli 100 meter hög och fem meter i diameter, men i Europa blir den oftast 20–30 meter, ibland uppemot 50 meter.